# Лодука, Джозеф
Джозеф Лодука (англ. Joseph LoDuca; род. в 1958 году в Детройте, штат Мичиган) — американский композитор, известный как автор музыки к фильмам и телесериалам. Номинант и лауреат ряда престижных премий, в том числе «Сезар» (2002), «Сатурн» (2002), «Эмми» (с 1997 по 2010). Член ASCAP.
В юности увлекался джазовой и рок-музыкой, выступал с джазовыми концертами в США и Европе. Высшее образование получил в Мичиганском университете и университете Уэйна по литературе и композиции.
Первый заказ на киномузыку получил в 1979 году от Сэма Рэйми для фильма «Зловещие мертвецы». В последующие годы много сотрудничал с Рэйми, написав музыку ко многим его фильмам. В 1997 году за музыку к «Зене — королеве воинов» номинирован на «Эмми», но лауреатом премии стал впервые только в 2000 году за музыку к серии Fallen Angel «Зены».

## Фильмография
- Это убийство! (1977)
- Зловещие мертвецы (1982)
- Зловещие мертвецы 2 (1987)
- Армия тьмы (1992)
- Удивительные странствия Геракла (1994—2000)
- Зена — королева воинов (1995—2001)
- Геракл и Зена: Битва за Олимп (1998)
- Молодость Геракла (1998—1999)
- Братство волка (2001)
- Библиотекарь: В поисках копья судьбы (2004)
- Сэнт Анж (2004)
- Бермудский треугольник (мини-сериал) (2005)
- Инопланетный апокалипсис (2005)
- Библиотекарь 2: Возвращение в Копи Царя Соломона (2006)
- Меня зовут Брюс (2007)
- Посланники (2007)
- Бугимен 2 (2007)
- Библиотекарь 3: Проклятие иудовой чаши (2008)
- Легенда об Искателе (2008—2009)
- Бугимен 3 (2008)
- Спартак: Кровь и песок (2010)
- Спартак: Боги арены (2011)
- Спартак: Месть (2012)
- Спартак: Война проклятых (2013)
- Злой (2013)
- Проклятие Чаки (2013)
- Библиотекари (телесериал) (2014)
- Эш против зловещих мертвецов (2015-…)
- Раскосяченные (2017-…)